# Espines del penis

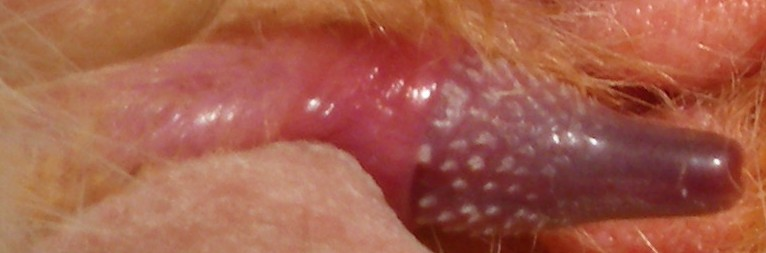

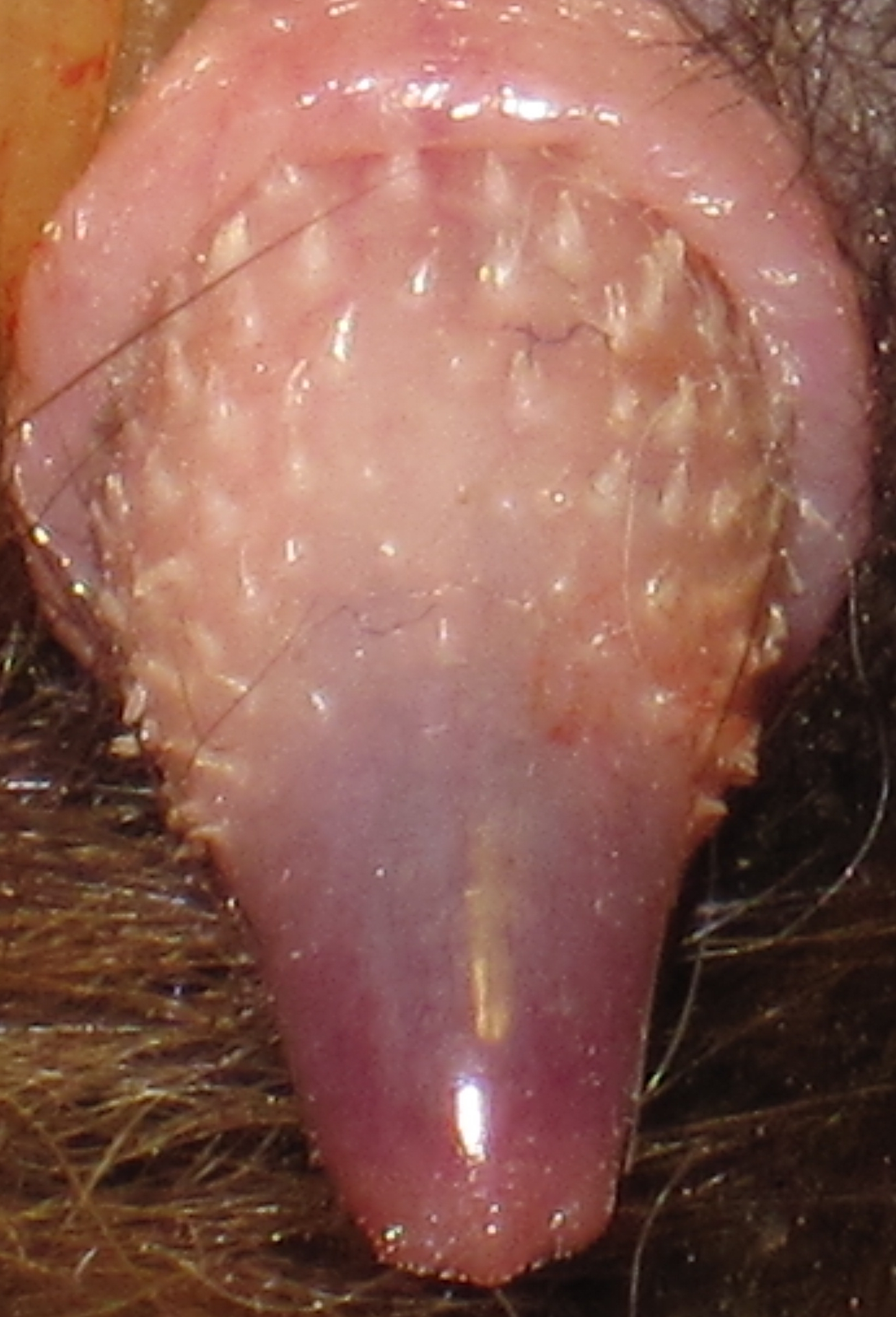
Espines del penis (penianes) d'un gat domèstic

Les espines o espículas còrnies al penis dels gats són estructures queratinitzades que es troben a la superfície del penis. Tot i que no n'hi ha una explicació definitiva, es creu que tenen diverses funcions:
1. Estimulació sexual: Es creu que aquestes espines podrien estimular les parets vaginals durant l'aparellament, cosa que pot induir l'ovulació en les femelles felines. Aquesta estimulació addicional pot ajudar a una reproducció més exitosa.
2. Reforç de l'aparellament: Les espines podrien ajudar els mascles a mantenir la còpula durant períodes prolongats proporcionant una major fricció o estimulació en el tracte genital de la femella.
3. Competència sexual: Podria ser un mecanisme que doni avantatge a un gat sobre un altre durant l'aparellament, oferint una millor estimulació per a la femella i potser augmentant les possibilitats de fertilització.
4. Eliminació de la competència: Podria ser una mesura per raspar les parets de la vagina i netejar-la de les restes de semen d'altres gats.

Aquestes espines no estan presents només en gats domèstics, sinó també en altres membres de la família felina. Malgrat això, la funció exacta d'aquestes estructures segueix sent objecte d'estudi i debat entre els científics.
Els felins, especialment els gats domèstics, són coneguts per tenir espines al penis. Quan es retira el penis d'un gat, les espines rasclen les parets de la vagina de la femella, la qual cosa pot servir com a desencadenant de l'ovulació. Moltes altres espècies de fèlids tenen espines penis, però són relativament petites en jaguars i pumes, i no es troben als margays.

## Mamífers no humans
Moltes espècies de mamífers han desenvolupat espines del penis queratinitzades al llarg del gland i/o l'eix, que poden estar implicades en la selecció sexual. Aquestes espines s'han descrit com a estructures simples i d'un sol punt (macacos) o complexes amb dos o tres punts per punxa/espina (estrepsirrinas). La morfologia de les espines penianes (del penis) pot estar relacionada amb el sistema d'aparellament. 
Les espines del penis en ximpanzés i ratolins són petites projeccions superficials fetes per l'acumulació de capes cel·lulars queratinitzades a la superfície de la pell més externa. Es troben en wombats, coales, hienes tacades, fosses, equidnes, primats, ratpenats, i diversos espècies de rosegadors.
Les espines del penis es troben sovint en espècies de primats que formen taps copuladors després de l'aparellament. A Galàgos, les espines del penis poden formar un bloqueig genital durant la còpula.

## Els éssers humans
En contrast amb els ximpanzés, una variant morfològica comuna que es troba en humans anomenada hirsuties coronae glandis, o pàpules nacarades del penis, és substancialment més gran, sembla ser un embolcall tant de la superfície com de les capes de teixit conjuntiu subjacent i no té la rica innervació que es veu en altres animals. De vegades es descriuen com a restes vestigials d'espines del penis. Tanmateix, la relació entre les estructures encara és incerta.
Quan el llinatge dels homínids es va dividir en els gèneres Homo i Pan, una seqüència reguladora d'ADN associada amb la formació de petites espines penis queratinitzades es va perdre en el llinatge Homo. Aquesta simplificació de l'anatomia del penis pot estar associada amb els hàbits sexuals dels humans. En algunes espècies que mantenen l'expressió completa, les espines del penis contribueixen a augmentar la sensació sexual i a orgasmes més ràpids. Una hCONDEL (regió d'ADN altament conservada que conté delecions en humans) situada a prop del lloc del gen del receptor d'andrògens pot ser responsable de la pèrdua de les espines del penis en humans.

## Aus
Els penis d'algunes espècies d'ocells presenten espines i filaments semblants a raspalls.